# Пріжбіляк Катерина Юріївна
Пріжбіляк Катерина Юріївна (рос. Екатерина Юрьевна Прижбиляк; нар. 13 березня 1976, Москва, СРСР) — радянська кіноактриса, що здобула популярність в дитячому віці.

## Життєпис
Катерина народилася 13 березня 1976 року в Москві, дитинство пройшло в комунальній квартирі на вулиці Грановського (нині — Романов провулок). У віці 10 років була відібрана для головної ролі у фільмі «Острів іржавого генерала», який вийшов на екрани в 1988 році. У наступному році знялася в епізодичній ролі Іринки у фільмі «Жінки, яким пощастило», і на цьому її кінокар'єра завершилася.
В даний час — домогосподарка, виховує дочку Марію.

## «Острів іржавого генерала»
Коли Каті було десять років, її випадково побачила асистент режисера Ольга Предибайлова, яка запропонувала дівчинці негайно зробити фотопроби на головну роль Аліси Селезньової в фільмі. Режисерові Валентину Ховенко Катя теж сподобалася. Переглянувши близько 3000 претенденток на роль, затвердили саме її. Для зйомок Каті довелося навчитися плавати. Перший день зйомок виявився дуже важким, дівчинка навіть хотіла відмовитися від ролі, але мама наполягла на продовженні роботи.
Рецензенти відзначали, що Катя виявилася занадто молода для цієї ролі і її зовнішність не відповідала образу Аліси; з цим частково пов'язано і те, що фільм виявився невдалим. «На роль Аліси вибрали суху, добропорядну дівчинку, яка не викликала в юному глядачеві емоційного інтересу. І фільм провалився. Ніхто його не знає, хоча його тричі показували по телевізору», — зазначав Кир Буличов, автор образу Аліси, в інтерв'ю журналу «Дитяча література».

## Фільмографія
| Рік  |   | Назва                    | Роль             |    |
| ---- | - | ------------------------ | ---------------- | -- |
| 1988 | ф | Острів іржавого генерала | Аліса Селезньова | ру |
| 1989 | ф | Жінки, яким пощастило    | Ірочка           | ру |